# Сант-Онофріо-аль-Джаніколо

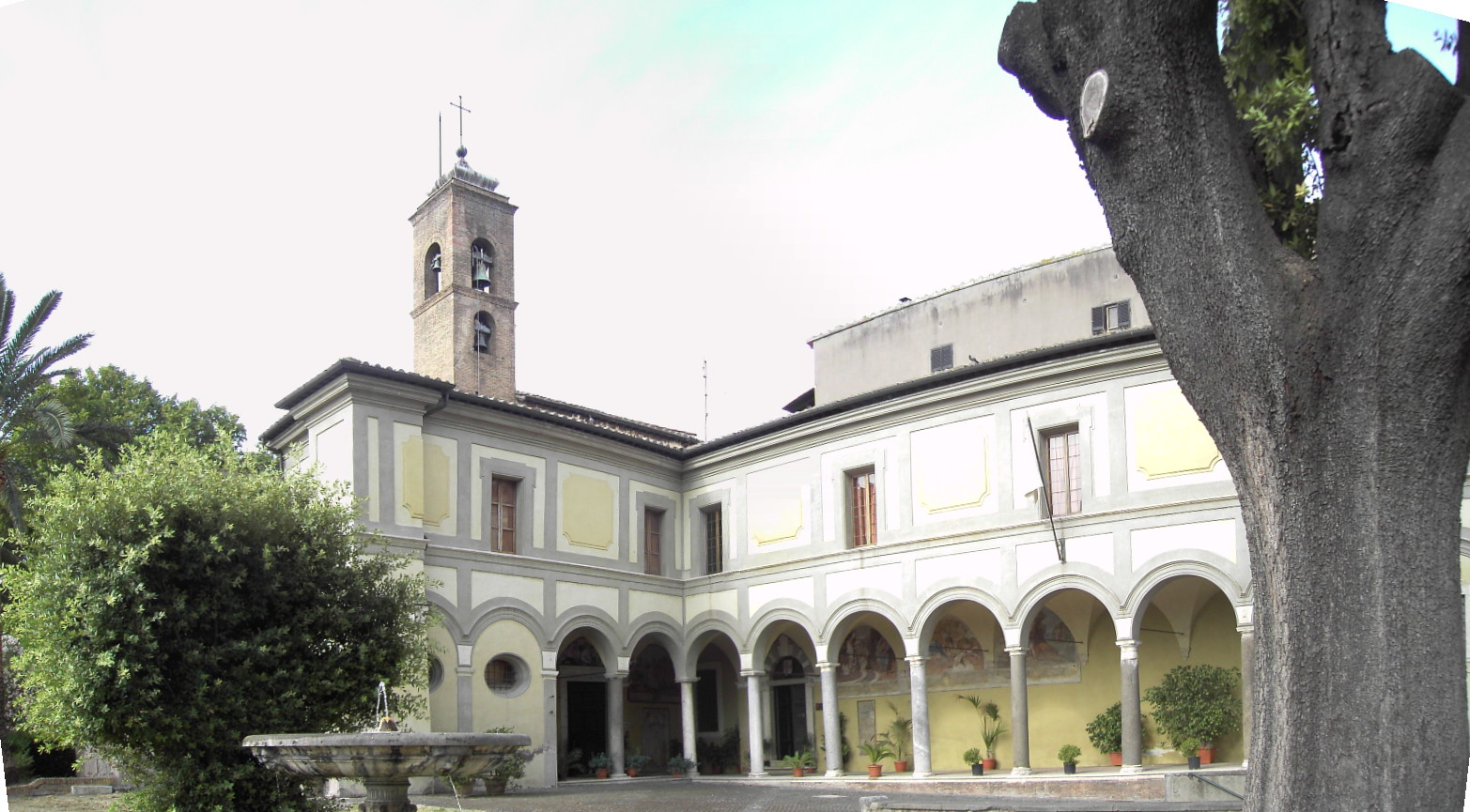
Сант-Онофріо-аль-Джаніколо.

Сант Онофріо аль Джаніколо — титулярна церква у складі монастирського комплексу Сант Онофріо в Римі. Церква присвячена святому Онуфрію та розташована на Salita Sant'Onofrio у підніжжі Янікула. Будівля належить до перших архітектурних будівель раннього ренесансу.

## Історія
Перша церква була побудована послідовниками Св. Єроніма на честь єгипетського пустельника Онуфрія (IV століття) у 1439 р. Цікаві фрески у вівтарній апсиді: «Марія з немовлям», «Ясла», «Втеча в Єгипет», у нижній частині абсида розписана Бальдазаре Перуцці, у верхній — Пінтуріккьо. У першій капелі південної готичної нави знаходиться робота Антоніаццо Романо «Благовіщення», у другій фрески Джованні Батіста Річчі (1605 р.), зображення Мадонни з Лорето — Аннібале Каррачі. В останній від виходу капелі — мармуровий надгробок Торквато Тассо (1857 р.) роботи Джузеппе Фаббріса. У музеї Тассо в монастирі збережені рукописи поета, старовинні видання його книг, посмертна маска.

## Титулярна церква
Карло Фурно — емеритований Кардинал-священик з титулом церкви Сант Онофріо аль Джаніколо (S. Onofrio) з 10 травня 2006.